# Yves Mobando Yogo
 (décembre 2022).
Yves Mobando Yogo, né en 1955, est un homme politique congolais de République démocratique du Congo.

## Biographie

### Jeunesse et formation
Il est né le 20 janvier 1955 à Pointe-Noire au Moyen-Congo (aujourd’hui République du Congo), de parents ngombes originaires de la région de Lisala en République démocratique du Congo.

### Carrière
Il est le gouverneur de la province de l'Équateur (en) du 16 mai 2004 au 27 janvier 2007,,, période pendant laquelle il doit faire face à une rébellion de l'armée. Il succède à Jean-Bertrand Ewanga.
Le 12 janvier 2008, il est nommé comme président de l’Institut congolais pour la conservation de la nature (ICCN),.